# Leptogaster krada
Leptogaster krada là một loài ruồi trong họ Asilidae. Leptogaster krada được Oldroyd miêu tả năm 1960. Loài này phân bố ở vùng nhiệt đới châu Phi.